# Szewczenkowe (obwód tarnopolski)
Szewczenkowe (ukr. Шевченкове, hist. Jacowce) – wieś na Ukrainie w obwodzie tarnopolskim, w rejonie tarnopolskim. 
Do 2020 w rejonie podwołoczyskim.
W II Rzeczypospolitej wieś w powiecie zbaraskim województwa tarnopolskiego.
W 1944 nacjonaliści ukraińscy z OUN-UPA zamordowali tutaj 8 Polaków.